# جبرائيل تلحمي
جبرائيل تلحمي هو منتج وموزع سينمائي مصري من أصل فلسطيني يملك شركة الإنتاج السينمائي «أفلام جبرائيل تلحمي» التي أنتجت أكثر من عشرة أفلام من أهمها بين القصرين وباب الحديد وصراع في الوادي وووزع ثلاثة أفلام على الأقل.

## أعماله

### إنتاج
- دنيا، 1974
- امرأة على الهامش، 1963
- بين القصرين، 1962
- مال ونساء، 1960
- قيس وليلى، 1960
- باب الحديد، 1958
- عيون سهرانة، 1956
- صراع في الميناء، 1956
- صراع في الوادي، 1954
- عبيد المال، 1953
- بائعة الخبز، 1953 (بالاشتراك مع مصطفى حسن)
- كأس العذاب، 1952
- إسماعيل يس في بيت الأشباح، 1951
- ليلة الدخلة، 1950
- شارع البهلوان، 1949
- حنان، 1944

### توزيع
- امرأة على الهامش، 1963
- قيس وليلى، 1960
- شارع البهلوان، 1949

## وصلات خارجية
- جبرائيل تلحمي على موقع قاعدة بيانات الأفلام العربية
- جبرائيل تلحمي في قاعدة بيانات السينما العربية
- جبرائيل تلحمي نسخة محفوظة 2 أبريل 2015 على موقع واي باك مشين. في موقع الفيلم